# Inflační éra
Ve fyzikální kosmologii byla inflační éra období ve vývoji raného vesmíru, kdy podle teorie inflace vesmír prošel extrémně rychlou exponenciální expanzí. Tato rychlá expanze zvýšila lineární rozměry raného vesmíru faktorem nejméně 1026 (ale možná mnohem větším faktorem) a tak došlo ke zvýšení objemu vesmíru o faktor alespoň 1078.
Předpokládá se, že prudká expanze vesmíru byla spuštěna fázovým přechodem, který znamenal konec předcházející éry velkého sjednocení přibližně 10−36 sekund po Velkém třesku. Jedním z teoretických produktů tohoto fázového přechodu bylo skalární pole nazývané inflatonové pole. Když se toto pole usadilo do svého nejnižšího energetického stavu v celém vesmíru, vytvořilo odpudivé síly, které vedly k rychlé expanzi prostoru. Tato expanze vysvětluje různé vlastnosti současného vesmíru, které jsou obtížně vysvětlitelné bez takovéto inflační éry.
Není přesně známo kdy inflační éra skončila ale předpokládá se, že to bylo mezi 10−33 a 10−32 sekund po Velkém třesku. Rychlá expanze vesmíru znamenala, že elementární částice, které zůstaly od éry velkého sjednocení, byly nyní rozloženy velmi řídce v celém vesmíru. Nicméně obrovská potenciální energie inflačního pole byla na konci inflační éry uvolněna, což vedlo k zaplnění vesmíru hustým, horkým kvark-gluonovým plazmatem, které vstoupilo do elektroslabé éry.
17. března 2014 oznámili astrofyzikové z experimentu BICEP2 detekci reliktních gravitačních vln v B-mode polarizace reliktního záření, což měl být první jasný experimentální důkaz pro kosmologickou inflaci a Velký třesku. Nicméně 19. června 2014 bylo toto pozorování zpochybněno a ani následná analýza dat ze sondy Planck ho nepotvrdila.

## Další literatura
- Guth, Alan H. (1998). Inflační vesmír (The inflationary Universe). Vintage. ISBN 0-09-995950-X.
- Greene, Brian (2005). Struktura vesmíru (The Fabric of Cosmos) Penguin Books Ltd. ISBN 0-14-101111-4.